# حمله به کلیسای مار الیاس
در ۲۲ ژوئن ۲۰۲۵ (۱ تیر ۱۴۰۴)، حداقل یک مهاجم در‌حالی که مردم درحال دعا در دمشق بودند، آتش گشود و یک وسیله انفجاری را در داخل کلیسای ارتدکس یونانی مار الیاس منفجر کرد که منجر به کشته شدن حداقل ۲۵ نفر و زخمی شدن ۶۳ نفر دیگر شد. وزارت کشور سوریه اعلام کرد که داعش مسئول این حمله هراس‌افکنانه بوده است. این در حالی است که گروهی که خود را «سرایا انصار السنه» می‌نامد، مسئولیت این حمله را بر عهده گرفته است.

## پیشینه
مسیحیان به طور فزاینده‌ای نگران حمل آزادانه سلاح بوده‌اند. این حمله پس ازکشتارهایی در جاهای دیگر در ماه‌های مارس و مه و پس از آن رخ داد که شیوخ مسلمان از محله‌های دمشق بازدید کردند و از مسیحیان خواستند که به اسلام بگروند. دولت اسلامی مسئول بسیاری از حملات ناموفق به کلیساها در سوریه پس از بشار اسد بوده است، و اقلیت شیعه را در سال ۲۰۱۶ هم مورد آزار و اذیت قرار داده است.